# 旺斯 (明尼蘇達州)
旺斯（英語：Wangs）是位於美國明尼蘇達州古德休縣華沙鎮區的一個非建制地區。

## 地理
旺斯所處的海拔為高於海平面344米（即1129英呎），而該地所採用的時區為UTC-6，即北美中部時區（CST）。同時該地設有夏令時間，為UTC-6調快一小時，即UTC-5（CDT）。